# Koci Zamek (Beskid Niski)
Koci Zamek (671 m n.p.m.) – zalesione wzniesienie w zachodniej części pasma górskiego Beskidu Niskiego, należące do Gór Hańczowskich.
Nazwą tą oznaczono mało wydatne wypłaszczenie grzbietu górskiego, odchodzącego od głównego wododziału karpackiego nieco na wschód od szczytu Ostrego Wierchu i opadającego w kierunku północno-wschodnim ku dolinie Ropki. Punkt ten znajduje się ok. 750 m od linii grzbietu wspomnianego wododziału i biegnącej nim granicy polsko-słowackiej oraz ok. 3 km (w linii prostej) na zachód od centrum Wysowej.